# Fertilitat del sòl

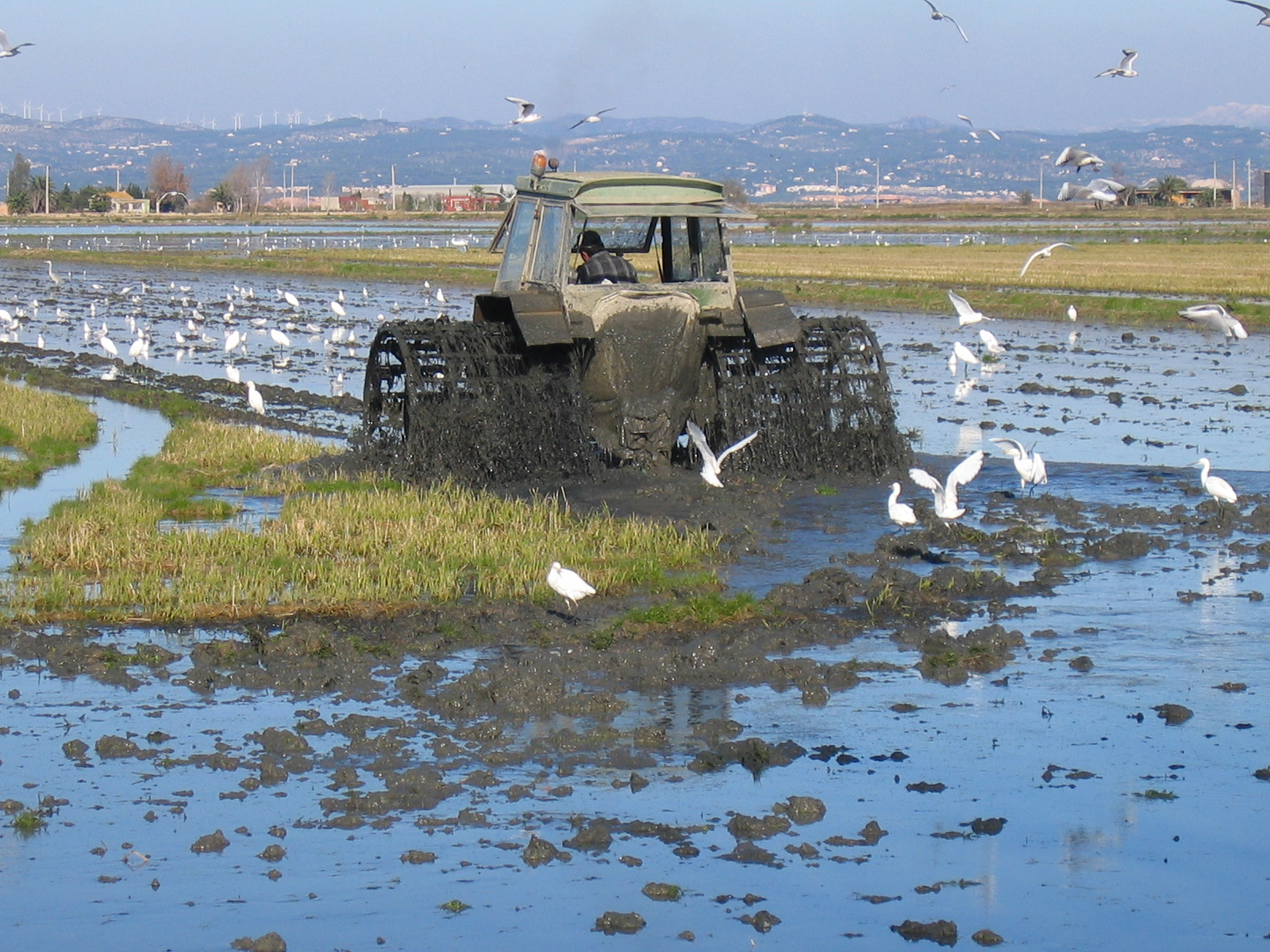
Treballs agrícoles en un camp d'arròs al delta de l'Ebre, Catalunya.

La fertilitat del sòl és la capacitat productiva d'un sòl ja sia en l'agricultura o en els terrenys no conreats. També es refereix a la capacitat del sòl per mantenir el creixement de les plantes, és a dir, per proporcionar hàbitat vegetal i donar lloc a collites amb rendiments sostinguts i de qualitat.

## Fertilitat del sòl
La fertilitat d’un sòl és el resultat del conjunt de propietats físiques, químiques i microbiològiques.
Les propietats físiques, com la textura (granulometria), l'estructura, la densitat, la porositat, el contingut en aigua, la compacitat i la temperatura són factors que afecten directament sobre els usos i característiques del sòl. Les propietats físiques, químiques i microbiològiques estan relacionades entre elles.

Diagrama de textura del sòl (USDA).

La granulometria determina en gran part la capacitat de bescanvi catiònic del sòl i, per tant, la capacitat de retenció de metalls com el potassi i el magnesi. A més, la presència de sal (propietat química) i la compactació (propietat física) poden estar relacionades i condicionar alhora l’activitat microbiològica.
Aquestes propietats determinen la disponibilitat d’oxigen, la mobilitat i la capacitat d’emmagatzematge d’aigua, el desenvolupament i l'exploració radicular, la disponibilitat d’alguns dels nutrients essencials per als conreus: fòsfor, calci, sofre, ferro zinc i manganès, principalment.
Un sòl pot ser molt fèrtil i no ser gaire productiu en el cas de falta d’aigua, però difícilment serà productiu si té una baixa fertilitat que només podrá ser substituïda per mitjans tecnològics. En la majoria de casos, les propietats del sòl no es poden modificar fàcilment, però el seu coneixement permet un millor maneig de les pràctiques orientades a millorar-ne la fertilitat.
L'anàlisi de fertilitat (agronomia) permet de valorar la capacitat d’un sòl per a subministrar elements nutritius essencials en les quantitats, formes i proporcions adequades per al correcte creixement i desenvolupament dels conreus per a un determinat objectiu de producció.

## Propietats d'un sòl fertil

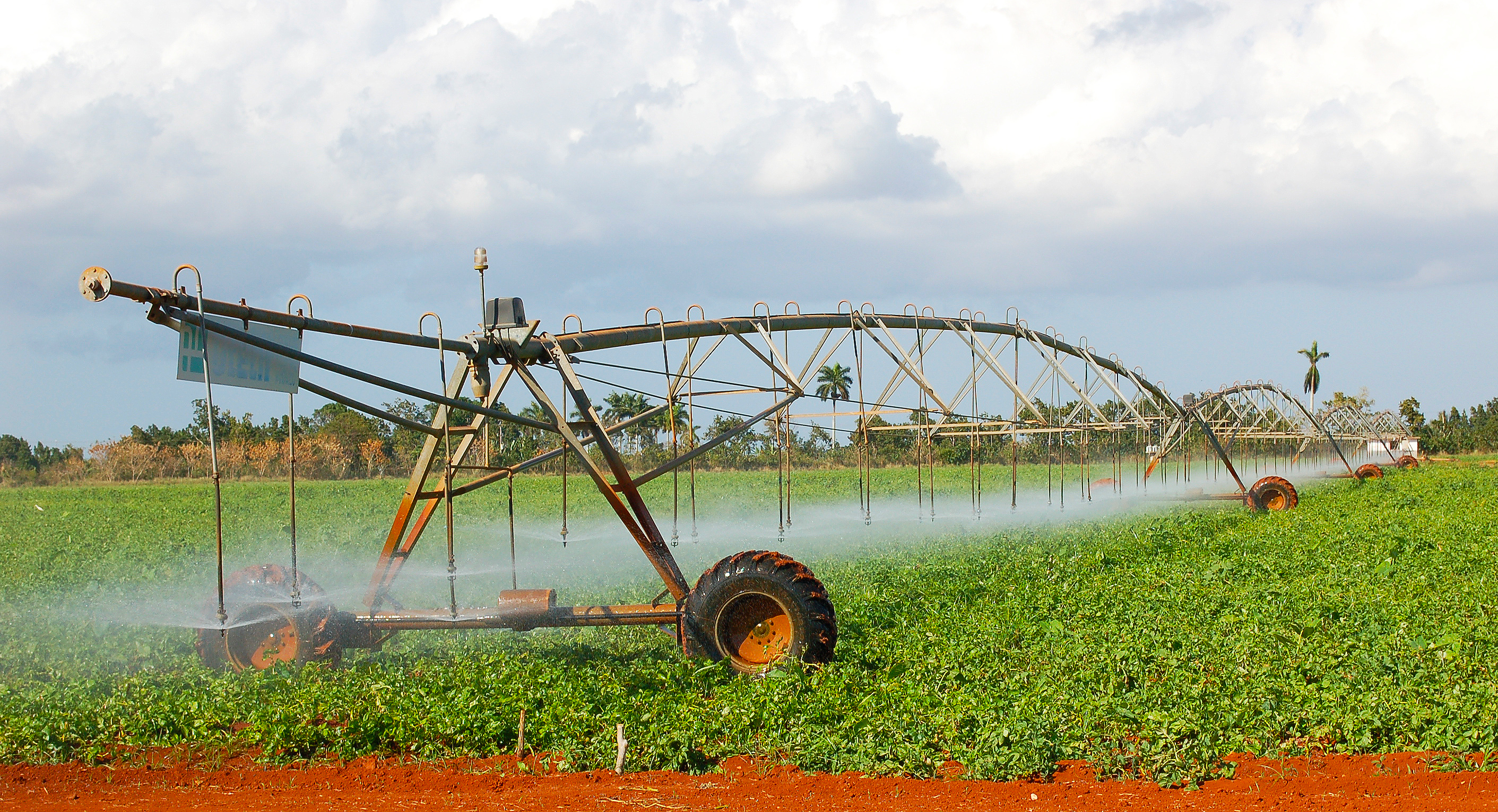
Sistema d’aspersió circular, en un camp de mongetes de la província de Mayabeque, Cuba.

Un sòl fèrtil ha de tenir la capacitat de subministrar nutrients i aigua, essencials a les plantes en quantitats i proporcions adequades, i l'absència de substàncies tòxiques que puguin inhibir el creixement natural de les plantes.
Les propietats següents contribueixen a la fertilitat del sòl en la majoria de situacions:
- La fondària del sòl, que és normalment indicativa de fertilitat. Cal una profunditat del sòl suficient per a un creixement adequat de les arrels i la retenció d’aigua.
- Una bona estructura del sòl que faci que tingui un bon drenatge, tot i que alguns sòls han de ser més humits (com per conrear arròs) o més secs en plantes susceptibles a l'atac de fongs com és el cas de l'Agave.
- Un bon drenatge intern, que permet una ventilació suficient per a un creixement òptim de les arrels (tot i que algunes plantes, com l’arròs, toleren les inundacions).

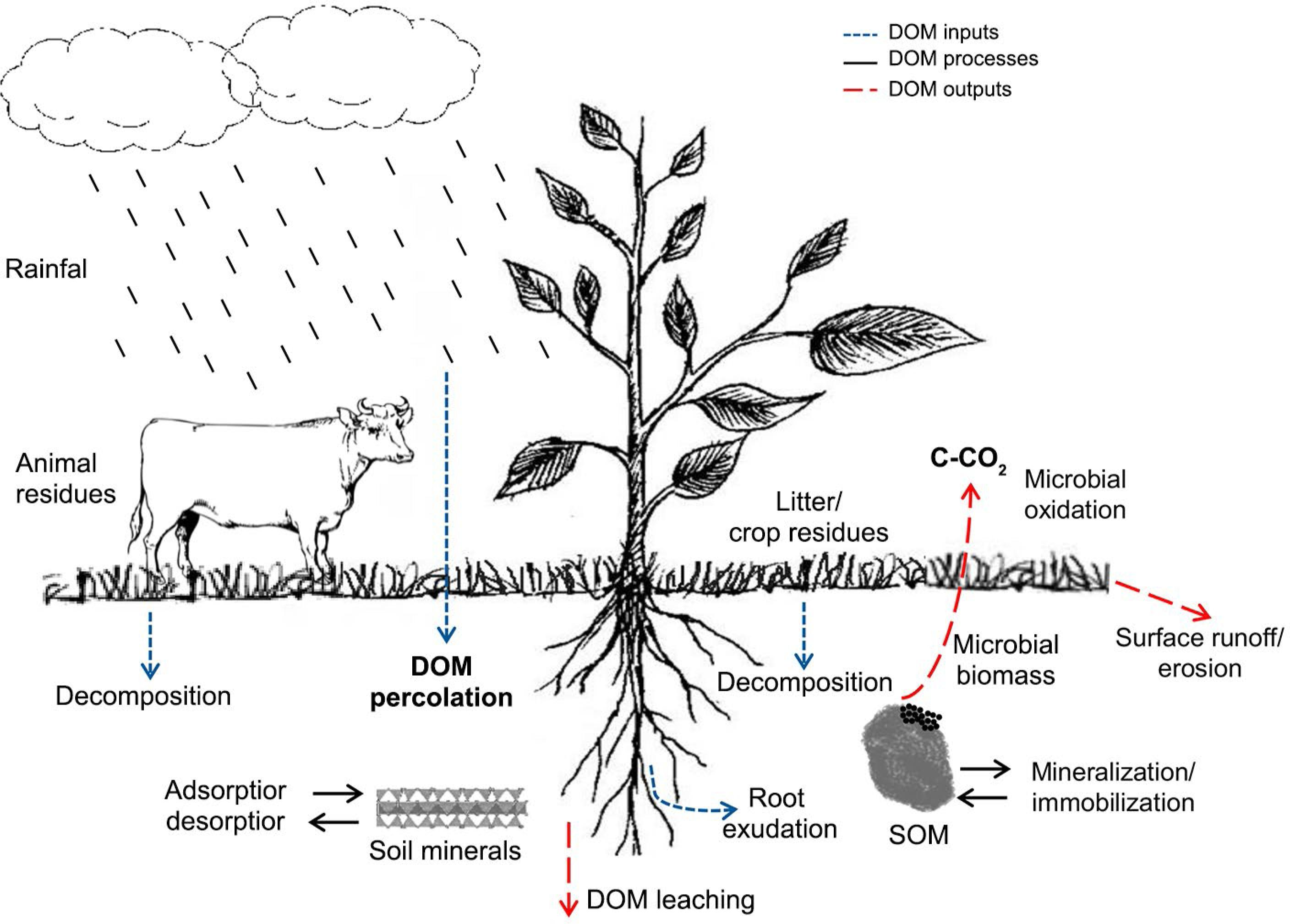
Representació esquemàtica de les principals entrades, processos de transformació i pèrdues de matèria orgànica dissolta (DOM) al sistema del sòl. (en condicions climàtiques favorables).

- Representació esquemàtica de les principals entrades, processos de transformació i pèrdues de matèria orgànica dissolta (DOM) al sistema del sòl. (en condicions climàtiques favorables).La terra vegetal o l'horitzó O té prou matèria orgànica del sòl per a una estructura sana del sòl i la retenció de la humitat del sòl. La matèria orgànica del sòl millora l'estructura del sòl i la retenció de la humitat del sòl.
- PH del sòl entre 5,5 i 7,0 (adequat per a la majoria de plantes, tot i que algunes prefereixen o toleren condicions més àcides o alcalines).
- Concentracions adequades de nutrients essencials de les plantes en formes disponibles per a les plantes. Açò és, riquesa en nutrients bàsics per la nutrició de les plantes, incloent-hi els tres macronutrients principals: nitrogen, fòsfor i potassi.
- Contenir suficients minerals (micronutrients) per a la nutrició de les plantes, incloent-hi el bor, clor, cobalt, coure, ferro, manganès, magnesi, molibdè, sofre, i zinc.
- La presència d’un ventall de microorganismes que donen suport al creixement de les plantes.
- Un alt contingut de carbonats.

A les terres utilitzades per a l'agricultura i altres activitats humanes, el manteniment de la fertilitat del sòl sol requerir l'ús de pràctiques de conservació del sòl. Això es deu al fet que l'erosió del sòl i altres formes de degradació del sòl generalment comporten una disminució de la qualitat respecte a un o més dels aspectes indicats anteriorment.

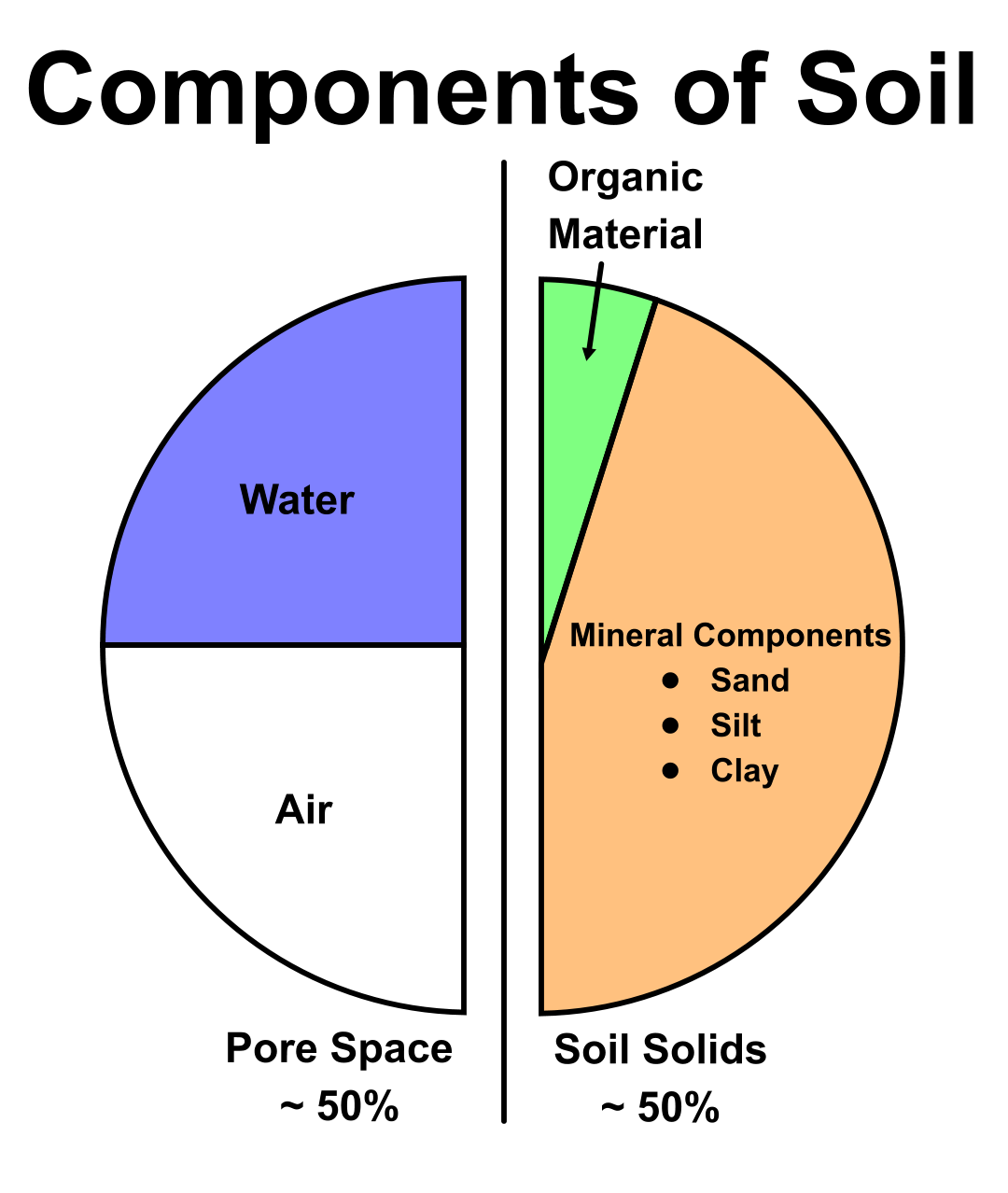
Gràfic circular que mostra els 4 components del sòl (minerals, matèria orgànica, aigua i aire) en percentatges relatius.

## Diferenciació pràctica dels sòls
Allò que ens permet diferenciar el tipus de sòl són les diferents propietats que el caracteritzen:
- La textura o fracció mineral, determinada per la quantitat d'argila, llim i arena.
- L'estructura segons s'agrupen les partícules abans esmentades.
- La matèria orgànica, formada pels residus descompostos de plantes, animals i microorganismes.
- El pH, que indica l’acidesa o alcalinitat d’un sòl.

La textura del sòl mana en el pas d’aigua a través seu (permeabilitat). L’aigua es mou més ràpidament a través de porus grans –com els dels sòls arenosos– que a través de sòls rics en argiles, que tenen pocs porus i molt menuts i que retenen o retarden el pas d’aigua. Es diu que els arenosos són més permeables que els argilosos. Segons el tipus de plantes, caldrà plantar-les en un tipus de sòl o en un altre.
Els sòls argilosos són fèrtils, però retenen molta aigua. Els arenosos, contràriament, són molt lleugers i es drenen molt fàcilment, però són poc fèrtils. El sòl ideal per a la majoria de plantes és el margós, que conté argila (fèrtil) i arena (drenatge). Si el sòl és molt fosc i humit, segurament és un sòl de torba amb molta matèria orgànica, que és excel·lent per a la majoria de plantes, tot i que a l’hivern romandrà massa humit i a l'estiu s'assecarà ràpidament.
Un altre aspecte important, és saber com és d'àcid o alcalí el sòl. L’acidesa o l’alcalinitat afecta el tipus de plantes que s'hi poden conrear. El pH influeix en les propietats físiques i químiques del sòl. Un sòl té un pH àcid si és menor de 7, bàsic o alcalí si és major de 7 i neutre si és 7. Si el pH és neutre, les plantes capten millor els nutrients. Si tenim pH àcid, és bo per a fruiters, gespa i altres plantes. Si es vol eliminar l’acidesa, hem d’afegir un poc de calç (CO3Ca). Aquest procediment és bo per a moltes plantes si el sòl és alcalí, com ho són la majoria dels sòls (a la mediterrània), tot i que també podem baixar l’alcalinitat amb torba.

## Gestió del sòl agrícola. Qualitat del sòl
- L’agricultura pot generar un impacte negatiu sobre el recurs natural sòl. Arran d’aquest concepte sorgeix el terme d’agricultura sostenible, un model d’agricultura basat en la gestió de la fertilitat, que consisteix en la planificació i desenvolupament d’una estratègia cultural concreta, amb la finalitat d’aconseguir una millora global de les propietats agronòmiques d’un determinat sòl i dels rendiments de les collites que sustenta. Tot això fonamentat en l’avaluació de les capacitats potencials del sòl i sota les restriccions tècniques, socioeconòmiques i mediambientals imposades per cada situació particular (Saña i col., 1985).
- Eckert (1987), sustenta que una bona gestió de la fertilitat del sòl, consta de dues fases consecutives però perfectament delimitades. La primera que consisteix a establir el diagnòstic de la fertilitat que presenta el sòl; una part es fa a camp, on es recullen les mostres de terra a analitzar, i al laboratori, on s'analitzen les propietats físiques, químiques i biològiques. La segona etapa consisteix en el desenvolupament del consell agronòmic escaient.
- Per a quantificar els resultats obtinguts al laboratori, on s'han analitzat les diferents propietats del sòl, sorgeix el concepte de qualitat del sòl. Les primeres citacions sobre aquest terme són de Forbes (1928), i més endavant de Wolf (1982). Ells tan sols aporten la idea del que es coneix avui en dia com a qualitat del sòl. No és fins a la dècada dels 90 que s'estableix la definició actual de qualitat del sòl. Doran i Parkin (1994) afirmen que aquesta es mesura a través d’una sèrie d’indicadors que són físics, químics i biològics. Els indicadors físics estan relacionats amb la disposició de partícules sòlides i els porus del sòl. Per tant, tenen un paper important en l'emergència de les plàntules, pot limitar el creixement de les arrels, evitar la infiltració o el moviment de l'aigua dins el perfil del sòl, etc. (SQI, 1996). Per altra banda, els indicadors químics, inclouen els paràmetres com el pH, salinitat, matèria orgànica, concentracions de fòsfor, capacitat de canvi de catiònic, etc. i també les relacions planta-sòl, la qualitat de l'aigua, la capacitat tampó, la disponibilitat de nutrients i aigua a les plantes, etc. Finalment els indicadors biològics Inclouen les mesures dels micro i macroorganismes, la seva activitat i els subproductes (SQI, 1996).[4]

## Tipus de sòls. Classificacions internacionals
- La taxonomia dels sòls del Departament d'Agricultura dels Estats Units (USDA Soil Taxonomy), és una classificació dels sòls desenvolupada pel United States Department of Agriculture (USDA) i el National Cooperative Soil Survey que anomena els tipus de sòls d'acord amb diversos paràmetres, com són les seves propietats i en diversos nivells: Ordre, Subordre, Gran Grup, Subgrup, Família, i Sèries.
- La Base de Referència Mundial pels Recursos del Sòl (en anglès: World Reference Base for Soil Resources (WRB), és el sistema taxonòmic estàndard internacional de la classificació dels sòls. Va ser promocionat per International Union of Soil Sciences (IUSS).[1] Es va fer de manera internacional coordinada per International Soil Reference and Information Centre (ISRIC) i esponsoritzada per la IUSS i la FAO. Substitueix la classificació prèvia de la FAO (Unitats del sòl de la FAO).